# Maculonaclia sanctamaria
Maculonaclia sanctamaria là một loài bướm đêm thuộc phân họ Arctiinae, họ Erebidae.